# بوغداداغي (أيل تيمور)
بوغداداغي (بالفارسية: بوغداداغی) هي قرية تقع في إيران في أذربيجان الغربية. يقدر عدد سكانها بـ 56 نسمة بحسب إحصاء 2016.